# Фантаскоп
Фантаскоп (од грчке речи фантасиа - машта, скопео-гледати) је оптички уређај патентиран 1799. године од белгијског илузионисте Робертсона (Étienne-Gaspard Robert). Помоћу овог оптичког уређаја Париска позоришна публика је била застрашивана извођењем опсенарских позоришних вештина на позорници. Фантаскоп је унапређени уређај чаробне лампе (латерна магика). Захваљујући фантаскопу, Робертсон је комбинујући сенке и пројекције усавршене латерне магике - фантаскопа, осмислио позориште сенки и фантазмагорија је у 19. веку постала омиљена народна забава.
Робертсон је написао приручник за домаћу употребу „апарата (фантаскоп) који црта ђаволе по зиду“, и у њему навео идеалне димензије простора за пројекцију, и боју просторије, уз препоруку да платно треба премазати смешом штирка и гумиарабике ради боље прозирности. Робертсон, последњи велики илузионист 19. века, постизао је успехе показујући публици своје фантазмагорије помоћу апарата који предисторија филма бележи под називом фантаскоп. После њега за покретним сликама нису трагали опсенари, већ научници и техничари.

## Конструкција фантаскопа
Фантаскоп је имао подесива сочива и покретни систем који је омогућавао да оператер промени величину пројектоване слике. Усавршена магична лапма на точковима - фантаскоп могла се приближавати и удаљавати од пројекцијског платана па је публику задивила манипулацијом покретних слика, сличном модерном зуму. Уређај је паметно смишљен да слику задржи у фокусу. Овај уређај је снимке приказивао као стражња пројекција, док су до тада пројекције радили испред публике. Фантаскоп је био сакривен иза позорнице.

## Оптички уређаји
- Тауматроп
- Фенакистоскоп
- Стробоскоп
- зоотроп или зоетроп
- Фантаскоп
- Праксиноскоп
- Зоопраксископ
- Кинеограф
- Кинора
- Филоскоп
- Мутоскоп